# Leon Levițchi
Leon D. Levițchi (n. 27 august 1918, Edineț, județul Hotin – d. 16 octombrie 1991, București) a fost un filolog anglist și lexicograf român, cunoscut ca traducător de literatură britanică și autor de dicționare și studii de referință.

## Anii de copilărie și studii
Leon Levițchi s-a născut la Edineț, în județul Hotin, ca fiu al lui Diomid Leu, preot și profesor, urmaș al multor generații de preoți ortodocși, și al Zinoviei născută Gârlea, învățătoare, înrudită cu scriitorul Emil Gârleanu. După școala elementară în localitatea natală, Leon Levițchi a urmat cursuri liceale la Cernăuți și la Hotin, absolvind examenul de bacalaureat la Cernăuți în 1937. Distingându-se la învățătură a obținut ca premiu o excursie în Norvegia.
Limba engleză a început să o stăpânească din copilărie, învățând-o prima dată după o carte primită de la bunicul său.
În anii 1937-1941 Levițchi a studiat limba și literatura engleză, precum și estetică și critica literară la Facultatea de litere și filosofie a Universității din București.

## Cariera profesională și academică
În anii participării României la cel de-al Doilea Război Mondial, el a fost recrutat ca translator din mai multe limbi la mai multe comandamente militare. După terminarea războiului Levițchi s-a căsătorit și a predat în anii 1946-1949 ca profesor de engleză la liceele „Profesorii Asociați” și apoi „Matei Basarab” din București.
Începând din 1949 Leon Levițchi a fost cadru didactic la Universitatea din București, întâi ca asistent (1949-1955), apoi lector (1955-1969). Între 1969 - 1980 a fost conferențiar și apoi  profesor universitar la catedra de limbi germanice de la Universitatea din București. În anul 1980 a ieșit la pensie, „la cerere”.  
Leon Levițchi a fost unul dintre cei mai reputați shakespeariologi români. A tradus în românește și publicat o ediție în 11 volume a operelor lui William Shakespeare. De asemenea, a fost autor sau coautor a numeroase manuale de limbă engleză, dicționare și studii de specialitate.
Împreună cu Andrei Bantaș a publicat o ediție bilingvă româno-engleză a poeziilor lui Mihai Eminescu, traducerile aparținându-le.

## Scrieri alese
- Dicționar român-englez, București, Editura Științifică, 1965
- Gramatica limbii engleze, București, Editura Științifică, 1967 (cu Ioan-Aurel Preda)
- Îndrumar pentru traducătorii din limba engleză în limba română, București, Editura științifică și enciclopedică, 1975
- Studii shakespeariene, Cluj-Napoca, Editura Dacia, 1976
- Istoria literaturii engleze și americane, vol. I-II, Cluj-Napoca, Editura Dacia, 1985-1994
- Limba engleză fără profesor, București, Editura Teora, 1997
- Manualul traducătorului de limba engleză, București, Teora, 1994
- Dicționar englez-român (editat împreună cu Andrei Bantaș), 1991
- A History of Romanian Literature, 1989 (traducere a lucrării lui George Călinescu Istoria literaturii române de la origini pînă în prezent, 1941; ediție revizuită de Alexandru Piru, 1982)

## Traduceri din limba engleză
Leon Levițki a tradus numeroase opere din literatura engleză și americană, printre care:
- Upton Sinclair, Balaurul (împreună cu Dan Duțescu, 1946)
- Theodore Dreiser, O tragedie americană (1954)
- Jerome K. Jerome, Trei într-o barcă (1954)
- Langston Hughes, O poveste neplăcută cu îngeri (1956)
- Jonathan Swift, Călătoriile lui Gulliver (1956)
- Richard Brinsley Sheridan, Rivalii; Școala bârfelilor (1956)
- William Shakespeare, piesele de teatru: Mult zgomot pentru nimic (1957), Henric al IV-lea (1958), Troilus și Cresida (1960), Timon din Atena (împreună cu Dan Duțescu, 1962), Hamlet (împreună cu Dan Duțescu, 1964), Furtuna (1964)
- William Shakespeare, Antologie bilingvă (împreună cu Dan Duțescu, 1964)
- Robert Burns, Poezii (împreună cu Dan Duțescu și Mihnea Gheorghiu, 1959)
- A. L. Morton, Utopia engleză (1958)
- Christopher Marlowe, Doctorul Faust (1964)
- Thomas Dekker, Praznicul ciubotarului (1964)
- Philip Massinger, Datorii vechi plătite într-un chip nou (1964)
- Ralph Waldo Emerson, Eseuri (1968)
- Robert Browning, Versuri alese (premiul Uniunii Scriitorilor în 1972)
- Philip Gosse, Istoria pirateriei (1975)